# アメリカ空軍南方軍団
アメリカ空軍南方軍団（アメリカくうぐんなんぽうぐんだん United States Air Forces Southern Command,USAFSC）はかつてアメリカ空軍に存在した組織。主要軍団レベルの組織であり、司令部はパナマ運河地帯アルブルック空軍基地に所在していた。
中米・南米を担当する部隊であり、前身は1940年10月19日に編成されたパナマ運河航空軍(Panama Canal Air Force)である。これは11月に主要軍団相当とされ、第二次世界大戦中は周辺地帯の対潜哨戒および防空任務を実施していた。これは1946年にカリブ航空軍団に改編され、アメリカ空軍南方軍団(USAFSC)となったのは1963年のことである。USAFSCは1976年に戦術航空軍団傘下のアメリカ空軍南方航空師団(United States Air Force Southern Air Division)に改編された。

## 部隊系譜
- 1940年10月19日：パナマ運河航空軍(Panama Canal Air Force)設立
- 1941年 8月 5日：カリブ航空軍(Caribbean Air Force)に改編
- 1942年 9月18日：第6空軍(6th Air Force)に改編
- 1946年 7月31日：カリブ航空軍団(Caribbean Air Command)に改編
- 1963年 7月 8日：アメリカ空軍南方軍団(United States Air Forces Southern Command)に改編
- 1976年 1月 1日：アメリカ空軍南方航空師団に改編。USAFSCは編成解除。